# دیوید جونز (بازیکن فوتبال، زاده ۱۹۵۲)
دیوید جونز (انگلیسی: David Jones؛ زادهٔ ۱۱ فوریهٔ ۱۹۵۲) بازیکن فوتبال اهل ولز است.
وی در تیم ملی فوتبال ولز بازی کرده است